# Kanton Sainte-Maxime
Der Kanton Sainte-Maxime ist seit 2015 ein französischer Wahlkreis im Arrondissement Draguignan, im Département Var und in der Region Provence-Alpes-Côte d’Azur; sein Hauptort ist Sainte-Maxime.

## Gemeinden
Der Kanton besteht aus zehn Gemeinden mit insgesamt 55.473 Einwohnern (Stand: 1. Januar 2022) auf einer Gesamtfläche von 346,71 km²:
| Gemeinde             | Einwohner 1. Januar 2022 | Fläche km² | Dichte Einw./km² | Code INSEE | Postleitzahl |
| -------------------- | ------------------------ | ---------- | ---------------- | ---------- | ------------ |
| Cavalaire-sur-Mer    | 7.895                    | 16,74      | 472              | 83036      | 83240        |
| Cogolin              | 12.076                   | 27,93      | 432              | 83042      | 83310        |
| Gassin               | 2.674                    | 24,74      | 108              | 83065      | 83580        |
| Grimaud              | 4.557                    | 44,58      | 102              | 83068      | 83310        |
| La Croix-Valmer      | 3.832                    | 22,28      | 172              | 83048      | 83420        |
| La Môle              | 1.502                    | 45,28      | 33               | 83079      | 83310        |
| Le Plan-de-la-Tour   | 3.068                    | 36,80      | 83               | 83094      | 83120        |
| Ramatuelle           | 1.889                    | 35,57      | 53               | 83101      | 83350        |
| Sainte-Maxime        | 14.394                   | 81,61      | 176              | 83115      | 83120        |
| Saint-Tropez         | 3.586                    | 11,18      | 321              | 83119      | 83990        |
| Kanton Sainte-Maxime | 55.473                   | 346,71     | 160              | 8315       | –            |